# 20Ten
Albums de Prince
Lotusflow3r / MPLSound
(2009) Art Official Age, Plectrum Electrum
(2014)
20Ten est un album studio du chanteur et musicien Prince, paru sur son propre label, NPG Records.
Il a été distribué en 2010 avec les éditions de plusieurs journaux européens. Initialement le 10 juillet au Royaume-Uni par The Daily Mirror et Daily Record , de même qu'en Belgique par Het Nieuwsblad et De Gentenaar. Le 22 juillet ensuite, en Allemagne via la version locale du magazine Rolling Stone, et en France avec l'hebdomadaire Courrier international.
L'artiste a produit, arrangé, composé, et interprété seul le disque dans ses studios Paisley Park, aux États-Unis, à l'exception des cuivres sur une chanson, et des chœurs.

## Personnel
- Prince : chants et instruments.
- Elisa Dease, Shelby Johnson, Liv Warfield : chœurs.
- Greg Boyer : trombone.
- Ray Monteiro : trompette.
- Maceo Parker : saxophone.

## Liste des titres
Toutes les chansons sont écrites et composées par Prince.
| No  | Titre               | Note(s)                                              | Durée |
| --- | ------------------- | ---------------------------------------------------- | ----- |
| 1.  | Compassion          | Cuivres de Greg Boyer, Ray Monteiro et Maceo Parker. | 3:57  |
| 2.  | Beginning Endlessly |                                                      | 5:27  |
| 3.  | Future Soul Song    |                                                      | 5:08  |
| 4.  | Sticky Like Glue    |                                                      | 4:46  |
| 5.  | Act of God          |                                                      | 3:13  |
| 6.  | Lavaux              |                                                      | 3:03  |
| 7.  | Walk in Sand        |                                                      | 3:29  |
| 8.  | Sea Of Everything   |                                                      | 3:49  |
| 9.  | Everybody Loves Me  |                                                      | 4:08  |
| 77. | Laydown             | Piste cachée après 66 plages vierges.                | 3:07  |